# Blitar
Blitar – miasto w Indonezji na Jawie w prowincji Jawa Wschodnia nad rzeką Brantas, u podnóża wulkanu Kelud; powierzchnia 1630 ha; 134 tys. mieszkańców (2006).
Ośrodek regionu rolniczego, uprawa trzciny cukrowej, ryżu, tytoniu, kauczukowca; przemysł spożywczy (gł. tytoniowy) i chemiczny (obróbka wstępna kauczuku); rzemiosło.
Miejsce urodzenia wiceprezydenta Indonezji Boediono.